# Thae Su Nyein
Thae Su Nyein (em birmanês: သဲစုငြိမ်း; nascida em 24 de maio de 2007) é uma  atriz e modelo publicitária birmanesa. Ela foi coroada Miss Grand Myanmar 2024. Representou o seu país no Miss Grand International 2024, onde foi premiada como segunda colocada (2nd runner-up).

## Primeiros anos e educação
Thae Su Nyein nasceu em 24 de maio de 2007, no município de Taungoo, na região de Bago, Myanmar. É a mais velha de dois irmãos.

## Carreira
Thae Su Nyein entrou no mundo dos concursos de beleza aos 16 anos, tornando-se uma das mais jovens concorrentes na história do Miss Grand Myanmar. Representando Myanmar no cenário internacional, ela conquistou grande sucesso e reconhecimento.
Após o concurso, ela iniciou sua carreira artística, estreando no cinema birmanês. Atualmente, ela participa de filmes, campanhas publicitárias e eventos promocionais.

## Concurso de Beleza

### Miss Grand Myanmar 2024
Thae Su Nyein participou do concurso Miss Grand Myanmar 2024 realizado em dezembro de 2023. Representando Myanmar, ela conquistou o título de Miss Grand Myanmar 2024.

### Miss Grand International 2024
Representando Myanmar, Thae Su Nyein competiu no concurso Miss Grand International 2024, conquistando o terceiro lugar (2nd runner-up). O evento aconteceu no MGI Hall, na cidade de Bangkok, Tailândia, em outubro de 2024, onde Thae Su Nyein recebeu também os prêmios Miss Beauty Skin, Miss I'Aura Queen e Miss Fan Vote.
Em 25 de outubro, durante a competição, Thae Su Nyein avançou para o top 10 das candidatas. Ao final, a vencedora foi Rachel Gupta, representante da Índia, e Thae Su Nyein ficou como segunda colocada.

## Revogação do título
Devido a comportamentos que violaram as regras da organização do Miss Grand International (MGI), tanto da parte dela quanto do Diretor Nacional, o título de 2nd runner-up conquistado por Thae Su Nyein no Miss Grand International 2024 foi oficialmente revogado pela organização em 28 de outubro de 2024.

## Filmes
| Ano                   | Título (birmanês) | Título (inglês)       | Papel             |
| --------------------- | ----------------- | --------------------- | ----------------- |
| A ser anunciado (TBA) | မေ့မေ့အချစ်ဦး            | Echoes of First Loves | Thaesu Zalap Phyu |